# Солтис Юрій Миколайович
Ю́рій Микола́йович Со́лтис (16 червня 1975 — 17 листопада 2015) — солдат Збройних сил України, учасник російсько-української війни.

## Життєпис
Народився 1975 року в селі Зяньківці Хмельницької області. Закінчив Волочиську ЗОШ № 1, одружився, проживав у своєму селі.
Мобілізований 2 березня 2015 року; солдат, старший навідник 40-ї окремої артилерійської бригади.
17 листопада 2015-го помер під час несення служби поблизу села Тополине Нікольського району.
Похований з військовими почестями в Зяньківцях 20 листопада 2015-го, останню дорогу встелили квітами.
Без Юрія лишилися батьки, дружина й діти.

## Вшанування
- 12 жовтня 2016 року у Волочиську на будові ЗОШ № 1 відкрито меморіальні дошки випускникам Юрію Солтису та Вадиму Вернигорі.
- Його іменем названо вулицю в рідному селі (колишня Чапаєва)[1]